# Wang ocheonchukguk jeon
Wang ocheonchukguk jeon ist ein Reisebericht des aus Korea stammenden buddhistischen Mönches Hyecho, der von 723 bis 727/728 Indien durchreist hat.
Das Werk wurde in Altchinesisch verfasst und zählt zu den großen buddhistischen Reiseberichten.
Es ist die koreanische Transliteration vom chinesischen Wort chinesisch 往五天竺國傳, Pinyin wǎng wǔ tiān zhú guó chuán. Es ist ein zusammengesetztes Wort aus wang (왕, 往: „durchreisen“), o (오, 五: „fünf“), cheonchuk (천축, 天竺: „Indien“), guk (국, 國: „Land“) und jeon (전, 傳: „Erzählung, Bericht“). Das bedeutet „Reisebericht über fünf indische Länder“. „Fünf Länder Indiens“ bezieht sich nicht auf Staaten, sondern auf Gebiete Indiens. Der Verfasser nennt diese Länder einfach nach Himmelsrichtungen: Ost-, West-, Süd-, Nord- und Mittleres Indien. Diese Bezeichnung war in China und Korea üblich und entstand deshalb, weil der Subkontinent Indien für das damalige geographische Verständnis zu groß und Fremden wenig bekannt war, um die Grenze einzelner Länder genau zu lokalisieren.

## Werke
- 往五天竺國傳 (Original in Chinesisch)
- The Hye Ch'o Diary: Memoir of the Pilgrimage to the Five Regions of India. ISBN 0895810247 (UNESCO Collection of Representative Works)